# Hanns Cibulka
Hanns Cibulka (ur. 20 września 1920 w Karniowie, zm. 20 czerwca 2004 w Gocie) – niemiecki pisarz, autor poezji, prozy i dzienników.

## Dzieła
- 1954 Märzlicht. Gedichte
- 1959 Zwei Silben. Gedichte
- 1960 Sizilianisches Tagebuch
- 1962 Arioso. Gedichte
- 1963 Umbrische Tage.
- 1968 Windrose. Gedichte
- 1971 Sanddornzeit. Tagebuchblätter von Hiddensee
- 1972 Dornburger Blätter. Briefe und Aufzeichnungen
- 1973 Lichtschwalben. Gedichte
- 1974 Liebeserklärung in K. Tagebuchaufzeichnungen
- 1977 Lebensbaum. Gedichte
- 1978 Das Buch Ruth. Aus den Aufzeichnungen des Archäologen Michael S.
- 1980 Der Rebstock. Gedichte
- 1982 Swantow. Die Aufzeichnungen des Andreas Flemming
- 1982 Gedichte
- 1984 Seit ein Gespräch wir sind / E noi siamo dialogo. Gedichte/Poesie
- 1985 Seedorn. Tagebucherzählung
- 1986 Losgesprochen. Gedichte aus 3 Jahrzehnten
- 1988 Wegscheide. Tagebucherzählung
- 1989 Nachtwache. Tagebuch aus dem Kriege Sizilien 1943
- 1991 Ostseetagebücher
- 1992 Dornburger Blätter
- 1993 Thüringer Tagebücher
- 1994 Am Brückenwehr. Zwischen Kindheit und Wende
- 1996 Die Heimkehr der verratenen Söhne. Tagebucherzählung
- 1998; 2005 Tagebuch einer späten Liebe.
- 2000 Sonnenflecken über Pisa
- 2004 Späte Jahre
- 2005 Jedes Wort ein Flügelschlag
- 2005 Die blaue Farbe des Windes

## Opracowania
- Hubertus Scholz: Über die Veranstaltung zum 85. Geburtstag v. H. C. - In: Der Vertriebene (Erfurt), Heft 11. 2005.
- M. Tamfald: [Über die Neuerschung zum 85. Geburtstag]. - In: Der Vertriebene (Erfurt), Heft 10.2005.
- M. Tamfald: [Zum 85. Geb. v. H. Cibulka].- In: Jägerndorfer Heimatbrief. Heft 09/10 [im Dr.].
- Heinz Puknus: [Cibulka]. - In: Cibulka: Die blaue Farbe des Windes. - Jena: Glaux, 2005.
- G. Burgmann: Persönliche Erinnerungen an Hanns Cibulka [zum 85. Geb.] - In: Der Vertriebene (Erfurt), Heft 9 [?]. 2005 [in Vorb.].
- [G. Burgmann:] Hanns Cibulka. - In: Programm: 13. Ostdeutsche Kulturtage: 11. Mai bis 25. Juni 2005. Erfurt: Bund der Vertriebenen [Michaelisstr. 43].
- G. Burgmann: Robert Hohlbaum u. Thüringen. [Cibulka-Bezug] - In: Der Vertriebene (Erfurt), Heft 2. 2005, S. 21, Spalte 1-2.
- Günter Burgmann: [Hanns Cibulka, mit Bibl.]. In: GNR [USA / Ende] 2004.
- Hubertus Scholz: Gedenkveranstaltung für Hanns Cibulka. In: Der Vertriebene (Erfurt). Heft 10. 2004. S. 29. Spalte 1.
- Günter Burgmann: „Schreiben heißt: sprechen mit dem Menschen ...“ - Persönliche Notizen zum Ableben des Schriftstellers Hanns Cibulka. In: Der Vertriebene (Erfurt). Heft 08. 2004. S. 30-31.
- M.Tamfald: Trauer um den Jägerndorfer [...] Schriftsteller Hanns Cibulka. In: Jägerndorfer Heimatbrief. Heft 07. 2004. S. 252. - Ähnlich in: Der Vertriebene (Erfurt). Heft 09. 2004. S. 38. Spalte 1 [mit Bild].
- Günter Gerstmann: "Ich glaube an das spirituelle Zeitalter ...". Gespräch mit dem Schriftsteller Hanns Cibulka. In: Palmbaum. 4. Jg. Heft 02. 1996. S. 52-57.